# Molykrejon
Molykrejon, Molikrejon (gr. Μολύκρειον, także Μολύκρεια Molykreia, Μολυκρία Molykria; łac. Molycreium, Molycreia, Molycria) – starożytne miasto w Etolii nad Zatoką Koryncką, kolonia Koryntu.
Założone przez Koryntyjczyków ok. 700 p.n.e., prawdopodobnie po wypędzeniu wcześniejszych kolonistów z Chalkis. Położone na północny zachód od Naupaktos, niedaleko przylądka Antirrhion (Rhion) , przez niektórych autorów uważane było za miasto Lokrydy. Strabon podaje, że według tradycji powstało po powrocie na Peloponez mitycznych Heraklidów. Jako kolonia koryncka znane było z miejscowego sanktuarium Posejdona, któremu poświęcono miasto (być może z dodatkowym kultem Ateny).
W 460 p.n.e., na początku wojny peloponeskiej zajęte przez Ateńczyków, w 426 p.n.e. zostało z pomocą Etolów odzyskane i zdobyte przez spartańskiego wodza Eurylochosa. Wcześniej w pobliżu Molykrejon stoczone zostały pomiędzy flotą ateńską i spartańską bitwy morskie pod Rhion i Naupaktos (429 p.n.e.). Co najmniej od połowy IV wieku p.n.e. miasto było trwale przynależne do Etolii.
Wspominane przez licznych autorów starożytnych (Strabon i Tukidydes, poza tym Diodor, Polibiusz, Pauzaniasz, Pliniusz, Ptolemeusz, Skylaks, Stefanos z Bizancjum).
Dokładna jego lokalizacja wciąż pozostaje nieznana; niektórzy (np. Anastasios Orlandos) utożsamiali je z ruinami położonymi na południe od Welwiny (przy Nafpaktos), co jednak okazało się sporne. Według innych hipotetycznych umiejscowień na wybrzeżu pod Andirio ma znajdować się portowa część miasta położonego w głębi lądu.